# 河中女孩：宽恕的代价
《河中女孩：宽恕的代价》（英語：A Girl in the River: The Price of Forgiveness）是莎敏·奥巴伊德-奇諾伊导演的关于巴基斯坦名誉杀人的纪录片。该片由蒂娜·布朗和希拉·内文斯与HBO纪录电影联合制作，2015年10月28日上映。纪录片获得评论家的一致好评，并荣获第88届奥斯卡金像奖最佳纪录短片奖。
本片發表並得獎的同時，引起大眾進一步關注榮譽處決的社會議題。

## 劇情描述
19歲的巴基斯坦少女莎巴（Saba），因為想跟自己喜歡的對象結婚而慘遭親生父親馬克素德（Maqsood）和叔叔穆罕默德（Muhammad）的榮譽處決，被槍擊後丟入河中。幸運爬上岸並獲得醫療照顧保全一命，面對向自己痛下殺手的父親和叔叔，當地的傳統法律男尊女卑的觀念卻逼迫莎巴只能原諒、寬恕戕害自己的親人並撤消告訴，否則將使自己的家族和夫家也跟著蒙羞而造成更大的爭議。然而對女兒和姪女下毒手的父親和叔叔仍義正詞嚴的認為自己只是在做對的事情，認為剷除不聽從命令的女兒是避免玷污家族的正當做法。
寬恕的代價不代表自己內心真正的釋懷，而是可能使自己再一次陷入危險當中。